# Моралес, Джимми
Джимми Эрнесто Моралес Кабрера (исп. Jimmy Ernesto Morales Cabrera; род. 18 марта 1969, Гватемала) — гватемальский актёр, педагог, политический и государственный деятель, президент Гватемалы с 14 января 2016 по 14 января 2020 года. Одержал победу на всеобщих выборах 2015 года как представитель национал-консервативного «Фронта национальной конвергенции».

## Происхождение, образование, работа
Родился в Гватемале, одним из четверых детей в рабочей семье. Родители были по конфессиональной принадлежности не католиками, а евангельскими христианами, сыновьям дали англоязычные имена Джеймс и Сэмуэль. Глава семьи погиб в автокатастрофе, мать работала подсобницей в обувном магазине. С детства Джеймс вынужден был работать, торговал с рук бананами.
Базовое образование Джеймс Моралес получил в Евангельском институте Латинской Америки. Окончил также протестантскую семинарию, гватемальский Университет Сан-Карлос и аспирантуру Университета Мариано Гальвеса. Получил специальности бизнес-администратора и организатора безопасности компаний. Преподавал на юридическом и экономическом факультетах Университета Сан-Карлос.
Братья Джеймс и Сэмуэль Моралесы профессионально занимались киноиндустрией. Джеймс oсновал компанию соответствующего профиля, выпускал популярную комедийную телепрограмму Moralejas. В течение 15 лет вместе с Сэмуэлем снимался в художественных фильмах. Приобрёл известность как актёр комических ролей.
В 2011 году Джеймс Моралес сменил имя на Джимми (Сэмуэль Моралес известен как Сэмми).

## Политическая позиция
В политике Джимми Моралес придерживался правых национал-консервативных взглядов. В сентябре 2011 года он баллотировался на пост главы администрации одного из районов гватемальской столицы от христианско-демократической партии Акция национального развития. Занял третье место, получив около 8 % голосов.
В марте 2013 года Джимми Моралес был избран генеральным секретарём партии Фронт национальной конвергенции (FCN). Партия была создана в 2008 году группой отставных военных из Ассоциации ветеранов гражданской войны (Avemilgua). FCN стояла на позициях правого национализма, консервативного республиканизма, крайнего антикоммунизма и риосмонттизма (в его создании принимал участие журналист Лионель Сисниега Отеро, в 1960—1970-х возглавлявший ультраправые эскадроны смерти Mano Blanca). В партийное руководство Джимми Моралеса пригласил полковник Эдгар Хустино Овалье Мальдонадо, который играл видную роль в военно-оперативном руководстве при правлении Эфраина Риоса Монтта. Оппоненты утверждали, что именно Avemilgua является политическим центром, в котором разрабатывались установки Джимми Моралеса; сам он отрицал это.

Фронт национальной конвергенции — FCN, партия Джимми Моралеса — выступала с позиций консервативного национализма. За патриотизм и традиционные ценности. Всего лишь. Но мало кто судил о FCN по его программе и лозунгам. Важнее другое.

Любимый гватемальцами актёр Джимми вступил в партию два года назад. А существовала партия семь лет. Учредили её ветераны антикоммунистической гражданской войны. Армейцы и «патрулерос» из крестьянских отрядов Риоса Монтта. Генерал Кило Аюсо, генерал Миранда Трехо, полковник Овалье Мальдонадо — вот с кем ассоциировали «конвергенцию по-гватемальски» эксперты-латиноамериканисты.

17 мая 2015 года Джимми Моралес был выдвинут кандидатом FCN в президенты Гватемалы. В своей программе он акцентировал внимание на жёсткой борьбе с криминалом и коррупцией (лозунг Ni corrupto, ni ladrón), развитии образования и здравоохранения, стимулировании частного бизнеса, создающего рабочие места. При этом симпатии избирателей привлекала непричастность Моралеса к политической элите.

## Избрание президентом
Первый тур президентских выборов состоялся 6 сентября 2015 года. Вопреки большинству прогнозов, Джимми Моралес собрал почти 24 % голосов и занял первое место. Оказались опровергнуты предположения, что коррупционный скандал и арест бывшего президента Отто Переса Молины обеспечит лидерство левым силам.

Моралес выступал на выборах с позиций правого национализма. Главный мотив — антикоррупционный и антикриминальный: «Нет ворам и взяточникам!» Навести порядок, ввести смертную казнь. Он сторонник капитализма… Плюс консервативные ценности — крепкая семья, запрет абортов.

Голосование было по факту протестным. Гватемальцы выбирали порядок, но не нынешних чиновников, национализм, но не нынешних националистов, капитализм, но не нынешних капиталистов.

Во втором туре президентских выборов 25 октября 2015 года Джимми Моралес одержал уверенную победу над кандидатом партии Национальный союз надежды (UNE) Сандрой Торрес. За Моралеса проголосовали более 68 % избирателей (в то же время явка во втором туре — менее 50 % — оказалась гораздо ниже, чем в первом).

## Глава государства

### Политический курс

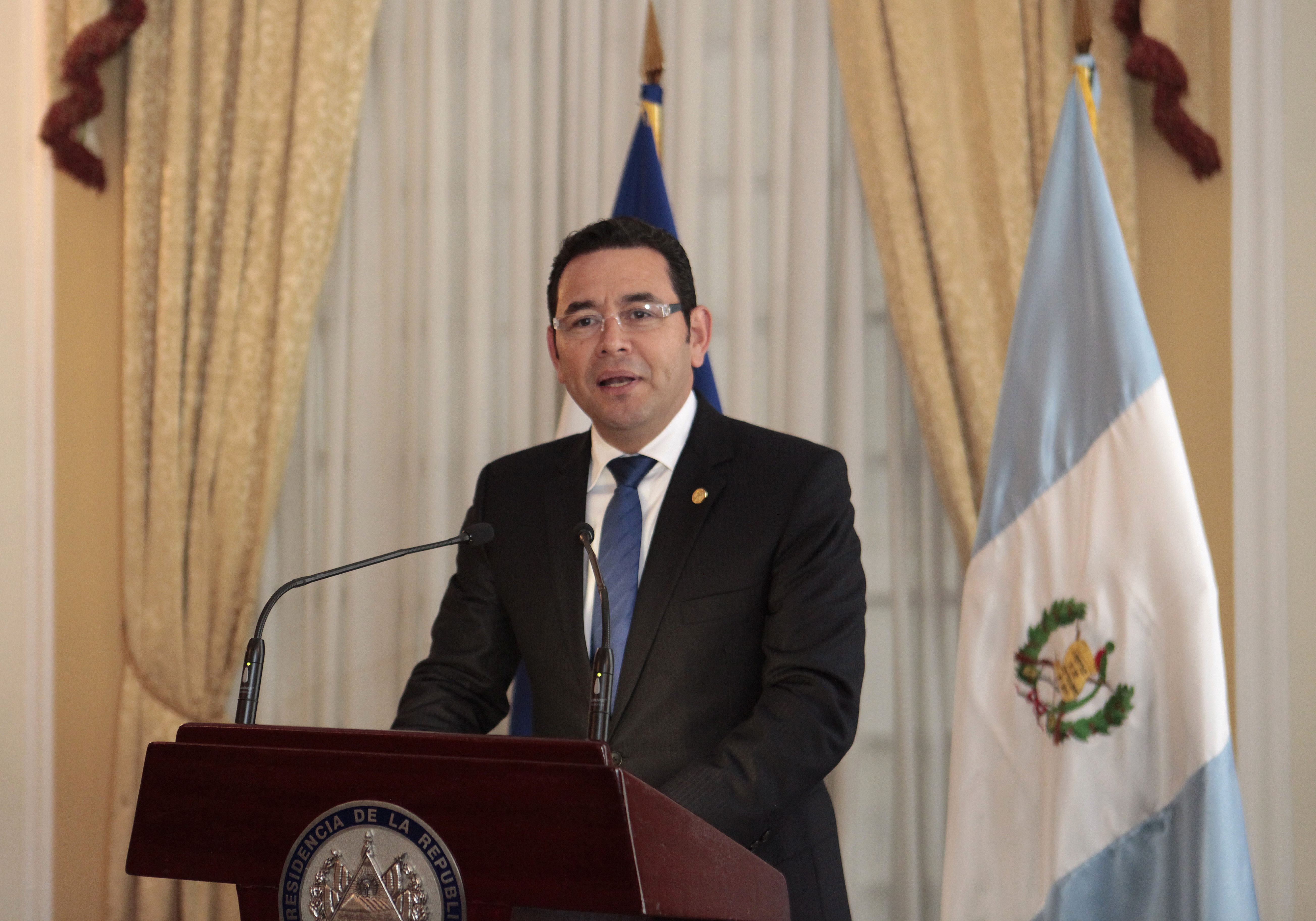
Джимми Моралес, Президент Гватемалы.

Инаугурация президента Гватемалы Джимми Моралеса состоялась 14 января 2016 года. На церемонии присутствовали вице-президент США Джо Байден, бывший король Испании Хуан Карлос I, лидеры стран Латинской Америки. Во время инаугурации Джимми Моралес призвал граждан сплотиться для борьбы с коррупцией и бедностью, а также поблагодарил тех, кто уже ведет эту борьбу. Наблюдатели отмечали в выступлениях нового президента мотивы мессианства и правого популизма. Иногда Моралеса причисляли к политическому типу лидера-каудильо, характерному для гватемальской истории.
Важное направление политики Джимми Моралеса — укрепление связей с США. В феврале 2018 года Моралес с рабочим визитом посетил Вашингтон и встретился с Дональдом Трампом. Президент США назвал Гватемалу одним из главных союзников в мире. Трамп и Моралес обсудили вопросы совместной борьбы с оргпреступностью, нелегальной миграцией и отстаивания демократических принципов (в том числе в контексте острого политического кризиса в Венесуэле). Серьёзный резонанс вызвало заявление Моралеса о намерении перенести посольство Гватемалы в Израиле из Тель-Авива в Иерусалим.

### Коррупционные скандалы
Несмотря на пафосную антикоррупционную риторику, президентство Моралеса было отмечено серией крупных скандалов. Весной 2016 года оппозиционная партия UNE требовала расследование связей президента с правоориентированными предпринимателями. В 2017 году началось расследование по фактам незаконного финансирования FCN и предвыборной кампании Моралеса. В ответ Моралес объявил инициатора расследования — функционера ООН колумбийского юриста Ивана Веласкеса — персоной нон грата и распорядился выдворить его из Гватемалы.
В январе 2017 года были арестованы брат и советник президента Сэмми Моралес и сын президента Хосе Мануэль Моралес. Им были предъявлены обвинения в коррупции и отмывании денег, полученных незаконным путём. В сентябре того же года стало известно, что министерство обороны Гватемалы ежемесячно выплачивало президенту 7300 долларов — в качестве «бонуса за чрезвычайную ответственность». Министр обороны Уильямс Мансилья вынужден был уйти в отставку и впоследствии арестован. Моралес отрицал в этой ситуации какие-либо нарушения закона, однако возвратил 60000 долларов. При этом — по состоянию на 2017 год — Джимми Моралес является самым высокооплачиваемым из латиноамериканских президентов: его оклад составлял 19300 долларов в месяц.
Эти скандалы привели к массовым уличным протестам. По призыву оппозиции около 15 тысяч демонстрантов требовали отставки Моралеса. Иностранные наблюдатели высказывали опасения по поводу известных связей президентской партии FCN с ветеранами гражданской войны. Однако кровопролития удалось избежать. Популярность Джимми Моралеса заметно снизилась, но он сохранял значительную поддержку в стране.

## Член парламента Центральной Америки

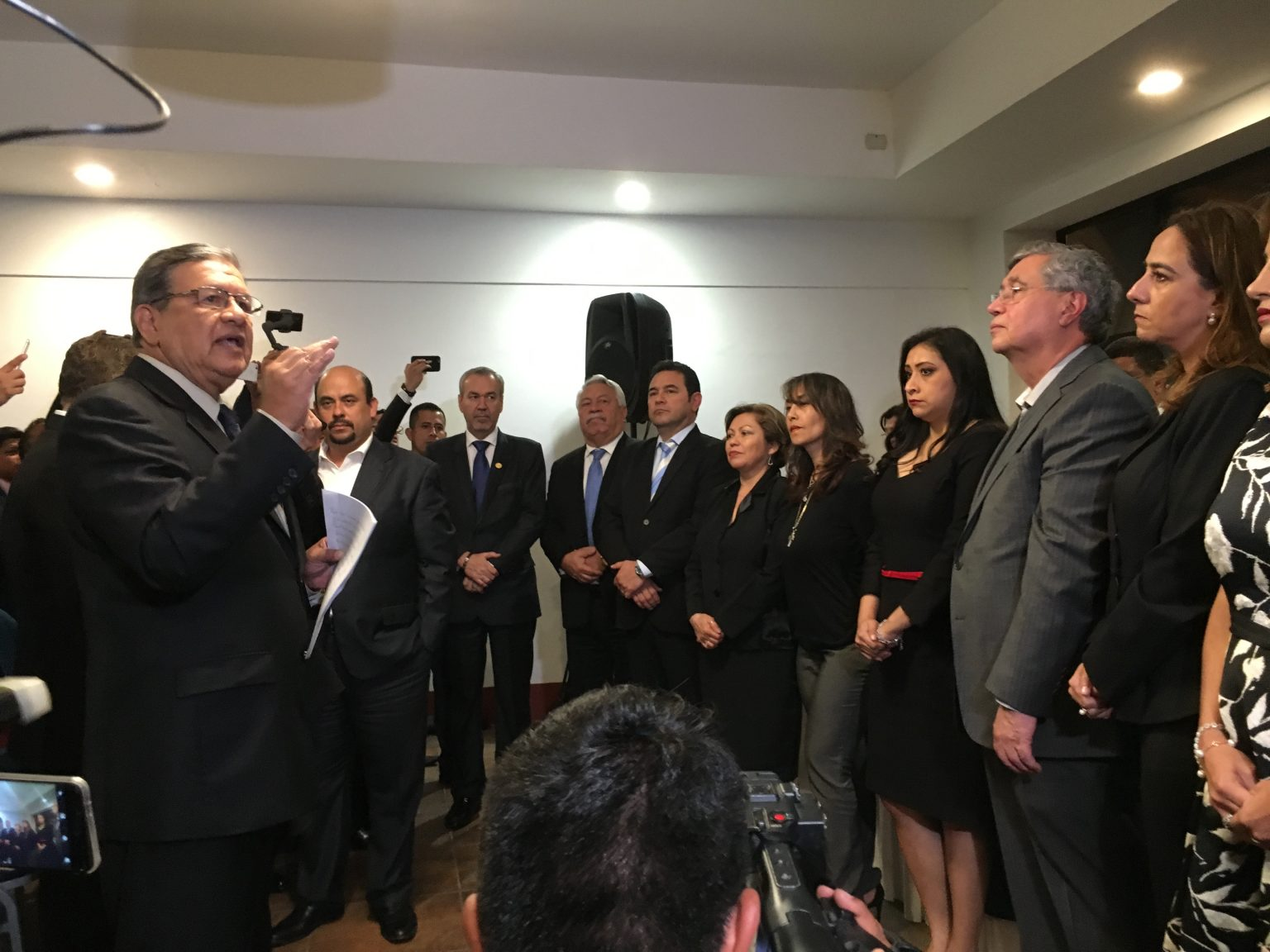
Джимми Моралес приведен к присяге в качестве заместителя Парлацена.

Прокуратура вела расследования Моралеса как минимум по пяти делам о коррупции, некоторые прокуроры также заявляли о возможности выдачи ордера на арест после его ухода с поста президента.
В январе 2020 года, через несколько дней после ухода с поста, стало известно, что Надя де Леон Торрес вела переговоры с Моралесом о председательстве в Центральноамериканском парламенте в обмен на заседание регионального органа в тот же день, когда его срок истёк, для приведения его к присяге в качестве депутата в парламенте в качестве бывшего президента республики и, таким образом, это могло бы возобновить его неприкосновенность.
Парламент Центральной Америки назначил сессию приведения к присяге новых депутатов на 14 января (дату окончания срока полномочий Моралеса). Однако задержка совета директоров и инаугурация президента Джамматтеи помешали провести заседание в установленный срок, поэтому оно было отложено до поздней ночи. Десятки студентов и гражданских лиц протестовали перед зданием парламента, не соглашаясь с присягой Моралеса. Это не позволило депутатам войти в штаб, поэтому заседание было назначено в ближайшей гостинице. Протестующие ворвались в отель, пытаясь помешать Моралесу войти в него и принести присягу, но их разогнали с помощью перцовых баллончиков и слезоточивого газа. Некоторые студенты были задержаны полицией и доставлены в тюрьмы Торре-де-Трибунал. Моралес был приведен к присяге в качестве депутата парламента Центральной Америки в полночь 14 января.

## Фильмография
| Средства массовой информации                          | Названия |
| ----------------------------------------------------- | -------- |
| Телевидения                                           | Мораль   |
| Фильмы                                                |          |
| Яблоко Гуэна спокойной ночи                           |          |
| Таинственное наследство                               |          |
| Детективы по ошибке                                   |          |
| Посмотри на это живьем, приключение в загробной жизни |          |
| Утешительный                                          |          |
| Герарди                                               |          |
| Президент шляпы                                       |          |
| Да здравствует кризис                                 |          |